# Pozitivní psychologie
Pozitivní psychologie je psychologické odvětví zabývající se studiem pozitivních emocí (radost, štěstí, láska, naděje) a kladných životních zážitků a zkušeností (optimální prožívání – flow). V centru její pozornosti je také výzkum pozitivních individuálních vlastností a rysů osobnosti (optimismus, zvídavost, nezdolnost, smysl pro humor) a hledání faktorů, které se uplatňují v pozitivně fungujících společenstvích a institucích. Obecně je tedy pozitivní psychologie zaměřena na vědecké studování lidského vzkvétání a jeho zákonitostí, stejně jako jiných stránek a ctností, které umožňují jednotlivcům, skupinám a komunitám prospívat.
Jedním z důvodu vzniku pozitivní psychologie byl soustředěný zájem velkého množství klinických psychologů výlučně na negativní psychické jevy (úzkost, strach, obsese, bolest, deprese, syndrom vyhoření atd.). Snaha pomoci lidem s těmito těžkosti lehčího či těžšího charakteru zaváděla k tomu se o tato témata mnohem více zajímat, zkoumat je a pokusit se jim předcházet. Slezáčková to např. výstižně vyjadřuje slovy „Málokdo si jde popovídat s psychologem, jak se mu skvěle daří a že lepší už to snad ani být nemůže.“ 
Díky pozitivní psychologii by tedy mělo docházet k vyrovnávání intenzity zájmu psychologů o kladné i záporné stránky života. Pozitivní psychologie se snaží ucelit aspekty osobnosti člověka doplněním právě o ty kladné stránky života. A i když byl na negativní stránky dáván v minulosti větší důraz, nemá za cíl je jakýmkoliv způsobem potlačovat.
Mnoho pozornosti psychologie v minulosti věnovala individuu; i tento pohled chce pozitivní psychologie doplnit větším důrazem na sociální dimenzi psychického života, a to prohlubováním poznatků o vlivu vztahů mezi lidmi na duševní život člověka i o prosociálních jevech, tzn. takových, které dobré vztahy mezi lidmi kladně ovlivňují.
Je také nutné odlišovat tuto odnož odborné psychologie od populárních či žurnalistických publikacích, které nám chtějí sice předat nějaké dobré poznatky v rámci pozitivního smýšlení aj., avšak poznatky většinou subjektivního rázu. Pozitivní psychologie je pevně postavená na vědeckých výzkumech a bádání.

## Vývoj
Kořeny pozitivní psychologie sice sahají do 50. až 60. let 20. století, ale některé práce věnované kladným stránkám člověka jsou ještě starší - sahající až do antiky, v nichž se zabývali tématy, která dnešní pozitivní psychologie podrobně vědecky zkoumá. Takovými tématy byly např. ctnost či morální motivace.
Nicméně rozmach vědeckého zájmu o studium a podporu pozitivních aspektů života jedince i společnosti však přichází až s počátkem 21. století.
V roce 1999 se v americkém Lincolnu sešli vyznavatelé tohoto psychologického směru a dali tak pozitivní psychologii oficiální počátek. V dalším roce se představil jako nový směr v časopise American Psychologist.  Postupně se z Ameriky dostala do celého světa.
První kurzy byly započaty Martinem Seligmanem, jedním z hlavních představitelů tohoto směru, na Pensylvánské univerzitě ve Filadelfii. V rámci českých univerzit můžeme pozitivní psychologii jako samostatný volitelný předmět studovat od roku 2008 na Filozofické fakultě Masarykovy univerzity v Brně.  Téhož roku v Brně vzniklo Centrum pozitivní psychologie v České republice. I když u počátků nástupu směru stálo Centrum pozitivní psychologie v rámci již zmíněné Pensylvánské univerzity vedené právě Martinem Seligmanem, celosvětovým střediskem je však Mezinárodní asociace pozitivní psychologie v americké Filadelfii (IPPA).
Nicméně jako všechny proudy i pozitivní psychologie se setkává s negativními názory, hlavně však v jejím počátku. Např. někteří humanističtí psychologové vidí v tomto rozdělení psychologie do dvou aspektů, které jsou navzájem propojené, neucelenost a nekomplexnost. Jedním z argumentů je, že existence negativních jevů v životě zvyšuje hodnotu těch pozitivních. V kritice na osamostatnění pozitivní psychologie také zní, že negativita se vyskytuje v našich životech přirozeně, ba dokonce pro nás může být přínosná. Avšak zastánci směru se shodují na snahách pozitivní psychologie pochopit a doplnit realitu všech stránek života.

## Představitelé směru
Mezi hlavní představitele tohoto směru patří Martin Seligman, Mihaly Csikszentmihalyi, Charles R. Snyder, Christopher Peterson nebo Shane J. Lopez. Z českých psychologů pak Jaro Křivohlavý, Alena Slezáčková a Jiří Mareš.
Martin E. P. Seligman, americký psycholog a profesor na Pensylvánské univerzitě, je považován za otce pozitivní psychologie (samotný termín ale vytvořil Abraham Maslow). Kromě pozitivní psychologie je také předním odborníkem v oblasti odolnosti, naučené bezmocnosti, deprese, optimismu a pesimismu. Proslavil se teoretickým modelem štěstí – PERMA a teorií naučené bezmocnosti. Napsal více než 350 vědeckých publikací a přes 30 knih. Mezi jeho nejznámější díla patří Naučený optimismus, Opravdové štěstí. Pozitivní psychologie v praxi nebo Vzkvétání. 
Mihaly Csikszentmihalyi byl psycholog a profesor na univerzitě v Chicagu maďarského původu. Proslul výzkumem takového psychického stavu, který sám nazval plynutí. Jedná se o stav, kdy jsou lidé nejšťastnější. Ve spojitosti s plynutím se věnuje oblastem optimálního prožívání, osobního růstu, kreativitě a motivaci. Je autorem řady publikací, mezi které patří například O štěstí a smyslu života: můžeme ovládat své prožitky a ovlivňovat jejich kvalitu?, Flow a práce nebo Finding Flow: The Psychology Of Engagement With Everyday Life.
Charles R. Snyder byl americký psycholog a profesor na univerzitě v Kansasu. Jeho výzkum se zaměřoval na téma naděje a odpuštění. Pojem naděje definoval jako „pozitivní emoční stav založený na interakci mezi snahou a cestou“. K jeho dílům patří Psychology of Hope: You Can Get Here from There, Uniqueness, the human pursuit of difference, Coping: The Psychology of What Works a další. Většina jeho knih a článků se zabývá právě otázkou naděje a jejími dopady na různé aspekty života, jako je zdraví, práce, děti, duchovno atd.
Christopher Peterson, psycholog, se vyznamenal zejména jako profesor na univerzitě v Michiganu. Získal prestižní cenu Golden Apple za vynikající výuku. Předmětem jeho prací byl optimismus, zdraví, charakter a pohoda. Vydal přes 300 akademických publikací, například A Primer in Positive Psychology, Health and Optimism nebo Character Strengths and Virtues, u které je spoluautorem Martin Seligman.
Shane J. Lopez byl americký psycholog a vědecky pracovník. Obzvláště se věnuje naději. Zkoumá vazby mezi nadějí, rozvojem sil, akademickým úspěchem a celkovým blahobytem. Specializuje se na zvyšování naděje a silných stránek pro studenty od předškolního věku až po vysokoškoláky. Vydal více než 100 článků a 10 knih. Patří mezi ně například Making Hope Happen: Create the Future You Want for Yourself and Others, The Oxford Handbook of Hope, Positive Psychology: The Scientific and Practical Explorations of Human Strengths, kterou napsal společně s Pedrottim a Snyderem.
Jaro Křivohlavý byl český psycholog a profesor na Karlově Univerzitě. Zajímal se zejména o sociální a klinickou psychologii, komunikaci, stres a psychologii zdraví. Publikoval mnoho výzkumných a populárně-vědeckých prací. K těm nejznámějším náleží Psychologie zdraví, Pozitivní psychologie, Konflikty mezi lidmi a mnoho dalších.
Alena Slezáčková působí v Psychologickém ústavu Filozofické fakulty MU v Brně. Je zakladatelkou Centra pozitivní psychologie ČR, zástupkyní ČR v Evropské společnosti pozitivní psychologie ENPP a členkou vedení Mezinárodní asociace pozitivní psychologie IPPA. Mezi její oblasti zájmu spadá kromě samotné pozitivní psychologie také naděje a osobní pohoda, všímavost, posttraumatický rozvoj a psychologie zdraví a duševní hygiena. Je autorkou knihy Průvodce pozitivní psychologií a také mnoha odborných textů.
Jiří Mareš je český psycholog a profesor. Zabývá se především pedagogickou, školní a lékařskou psychologií. Obecně se věnuje tématům jako je komunikace a interakce mezi lidmi, sociální klima školní třídy, styly učení u žáků, kladné stránky člověka a pozitivní lidské fungování ve světě. K jeho knihám například patří Pedagogická psychologie, Učitelovo pojetí výuky nebo Komunikace ve škole.

## Témata pozitivní psychologie[20]

### Kognitivní oblast (myšlení)
- Moudrost
- Touha poznávat
- Vnímaná osobní zdatnost (self-efficacy)
- Schopnost a dovednost klást si cíle (goal setting)
- Naděje
- Optimistický způsob chápání životního dění
- Optimismus (i naučený)
- Životní pohoda
- Tvořivost
- Sebeovládání, sebekontrola a sebeřízení

### Oblast emocionálního života
- Místo kladných citů a silných kladných emocí v životě
- Vrcholné emocionální a životní zážitky (flow)
- Subjektivní emocionální pohoda
- Emocionální inteligence
- Emocionální tvořivost
- Nadějné zvládání emocionálních problémů
- Emocionální nezlomnost, nezdolnost a houževnatost
- Kladné sebeoceňování (self-esteem)

### Oblast vzájemných vztahů mezi lidmi (sociální psychologie)
- Soucítění (compassion)
- Sociální blízkost
- Odpouštění a smiřování
- Vděčnost
- Láska
- Empatie a altruismus
- Morální motivace

### Speciální způsoby zvládání životních problémů, konfliktů adistresů
- Hledání smysluplnosti života
- Humor
- Meditace
- Spiritualita
- Vnímání kladných věcí (kladů dění) a růstu (zrání)
- Připomínání si kladných okamžiků
- Vyprávění a psaní životních zážitků

### Speciální osobní přístupy k životu
- Osobní pravost a opravdovost – autenticita
- Pokora
- Zacházení s představami a iluzemi
- Snaha být sám sebou, nejen jako jiní – osobní identita
- Strategie zvládání a cesta k seberealizaci